# Lepanthes maldonadoae
Lepanthes maldonadoae är en orkidéart som beskrevs av Soto Arenas. Lepanthes maldonadoae ingår i släktet Lepanthes och familjen orkidéer. Inga underarter finns listade i Catalogue of Life.